# Basket vid asiatiska spelen 2022
Basket vid asiatiska spelen 2022 hölls i Fuyang Yinhu Sports Centre i Hangzhou i Kina mellan den 25 september och 6 oktober 2023. Tävlingarna bestod av en turnering för damer och en för herrar i både 5x5 och 3x3.

## Program
| I | Inledande omgång | Kv | Kvalificeringsmatcher | Kl | Klassificeringsmatcher | ¼ | Kvartsfinaler | ½ | Semifinaler | F | Finaler |

| Gren ↓ / Datum → | 25:e Mån | 26:e Tis | 27:e Ons | 28:e Tor | 29:e Fre | 30:e Lör | 1:a Sön | 1:a Sön | 2:a Mån | 3:e Tis | 4:e Ons | 4:e Ons | 5:e Tor | 6:e Fre | 6:e Fre |
| Basket           | Basket   | Basket   | Basket   | Basket   | Basket   | Basket   | Basket  | Basket  | Basket  | Basket  | Basket  | Basket  | Basket  | Basket  | Basket  |
| ---------------- | -------- | -------- | -------- | -------- | -------- | -------- | ------- | ------- | ------- | ------- | ------- | ------- | ------- | ------- | ------- |
| Herrar           |          | I        |          | I        |          | I        |         |         | Kv      | ¼       | Kl      | ½       |         | Kl      | F       |
| Damer            |          |          | I        |          | I        |          | I       | I       | ¼       | ½       |         |         | F       |         |         |
| 3x3              |          |          |          |          |          |          |         |         |         |         |         |         |         |         |         |
| Herrar           | I        | I        | I        | I        | I        | ¼        | ½       | F       |         |         |         |         |         |         |         |
| Damer            | I        |          | I        |          | I        | ¼        | ½       | F       |         |         |         |         |         |         |         |

## Medaljörer

### Basket
| Gren   | Guld | Silver | Brons |
| Herrar | Filippinerna Chris Newsome Kevin Alas Scottie Thompson Arvin Tolentino Chris Ross Marcio Lassiter June Mar Fajardo CJ Perez Calvin Oftana Japeth Aguilar Justin Brownlee Ange Kouame | Jordanien Fadi Qarmash Fadi Mustafa Ashraf Al-Hendi Ahmad Al-Hamarsheh Sami Bzai Ahmad Al-Hammouri Mohammad Hussein Hashem Abbaas Malek Kanaan Rondae Hollis-Jefferson John Bohannon Ahmad Al-Dwairi | Kina Hu Mingxuan Zhao Jiwei Chang Shuaipeng Zhao Rui Fu Hao Yu Jiahao Du Runwang Cui Yongxi Hu Jinqiu Zhu Junlong Wang Zhelin Zhang Zhenlin            |
| Damer  | Kina Li Yuan Wang Siyu Yang Shuyu Yang Liwei Jin Weina Li Meng Zhang Ru Huang Sijing Pan Zhenqi Luo Xinyu Li Yueru Han Xu                                                            | Japan Mai Kawai Maki Takada Minami Yabu Azusa Asahina Nako Motohashi Saki Hayashi Aika Hirashita Saori Miyazaki Anri Hoshi Nanako Todo Himawari Akaho Monica Okoye                                   | Sydkorea Shin Ji-hyun Kang Lee-seul An He-ji Lee So-hee Park Ji-su Lee Kyung-eun Kang Yoo-lim Park Ji-hyun Lee Hae-ran Kim Dan-bi Yang In-young Jin An |

### 3x3
| Gren   | Guld                                                                | Silver                                                                                      | Brons                                                                                  |
| Herrar | Kinesiska Taipei Chiang Chun Lin Sin-kuan Wang Jhe-yu Yu Xiang-ping | Qatar Mohammed Abbasher Ahmad Mohamad Hamad Mousa Omar Saad                                 | Mongoliet Sukhbat Batzorig Avirmed Lhagvaa Ulzii-Orshikh Myagmarsuren Batzayaa Tsermaa |
| Damer  | Kina Chen Mingling Wan Jiyuan Wang Jiahui Wang Xinyu                | Mongoliet Ariuntsetseg Bat-Erdene Narangoo Erdenebayan Bolortsetseg Tsendjav Indra Ulziibat | Japan Momoka Hanashima Karin Imori Mayu Lucy Kubota Nanami Seki                        |